# Mk 47 Striker
Mark 47 Striker — американский автоматический гранатомет с ленточным питанием и интегрированной системой управления огнем (СУО), позволяющей вести огонь гранатами дистанционного (управляемого) подрыва дополнительно к различным неуправляемым гранатам.
Разработка нового 40 мм автоматического гранатомета, была начата американской компанией Saco Defense (в настоящее время это подразделение Armament and Technical Products концерна General Dynamics) в конце 1980-х годов. В середине 1990-х годов министерство обороны США официально одобрило создание команды разработчиков, состоящей из компаний Saco Defense (отвечавшей за разработку самого гранатомета и интеграцию всей системы) и Raytheon (компьютеризированный прицел LVS) и норвежская компания NAMMO в качестве разработчика 40 мм боеприпасов с дистанционным подрывом в воздухе. Выстрел MK285, тип которого определен разработчиком как PPHE — Programmable Pre-fragmented High Explosive) = программируемый, с готовыми поражающими элементами сертифицирован в США и находится в производстве под указанным индексом.
В 2003 году командование Сил специальных операций США (US SOCOM) после проведённых испытаний приняло на вооружение гранатометный комплекс Striker 40 под обозначением Mark 47 Advanced Lightweight Grenade Launcher (ALGL).
Mark 47 допускает применение всех типов гранат 40×53 мм стандарта НАТО.

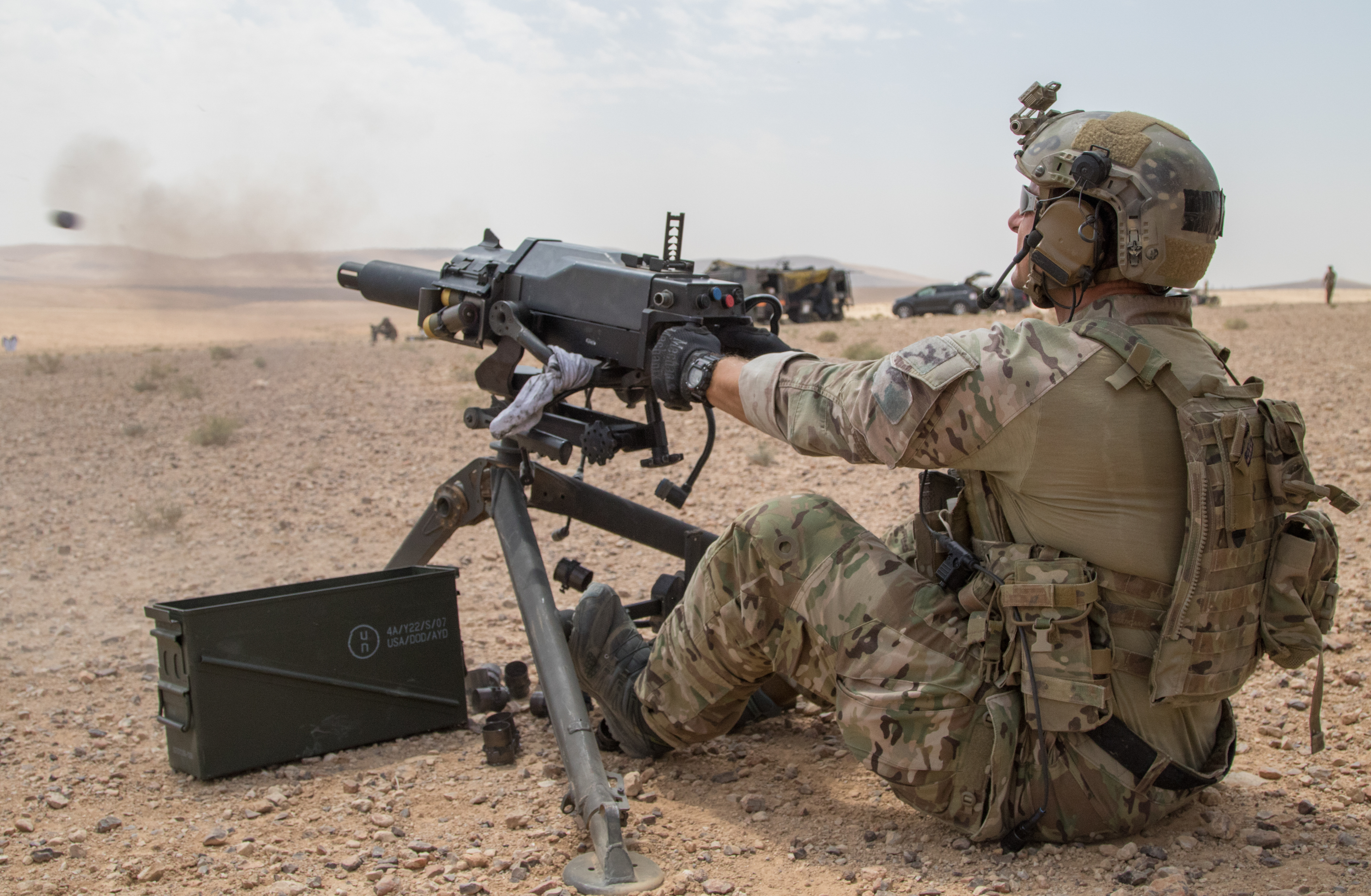
Военнослужащий Командования специальных операций Армии США демонстрирует ведение огня из Mk 47 Striker на полигоне в Аммане, Иордания. Август 2019.

## ТТХ
- Калибр: 40×53 мм
- Тип: автоматический гранатомет с ленточным питанием
- Длина: 940 мм
- Вес: 18 кг тело гранатомета; 41 кг в комплекте со станком-треногой и прицельным комплексом AN/PWG-1
- Эффективная дальность стрельбы: до 1500 м по точечным целям, 2200 м максимальная
- Темп стрельбы: 225—300 выстрелов в минут

## Сравнение с аналогами
| Перейти к шаблону «Сравнение современных автоматических станковых гранатомётов» | УАГ-40                                                                 | АГС-40             | Mk.47 mod.0 | HK GMG  | Vektor Y3 AGL                                           | SB LAG 40 | Daewoo K4 | Howa Type 96 |
| ------------------------------------------------------------------------------- | ---------------------------------------------------------------------- | ------------------ | ----------- | ------- | ------------------------------------------------------- | --------- | --------- | ------------ |
| Внешний вид                                                                     | УАГ-40                                                                 | АГС-40             |             | HK GMG  | Vektor Y3 AGL                                           | SB LAG 40 | Daewoo K4 | Howa Type 96 |
| Годы производства                                                               | с 2010                                                                 | с 2008             | c 2003      | н/д     | c 2007                                                  | н/д       | с 1992    | с 1996       |
| Калибр, мм                                                                      | 40 x 53                                                                | 40 мм безгильзовый | 40 x 53     | 40 x 53 | 40 x 53                                                 | 40 x 53   | 40 x 53   | 40 x 53      |
| Лента, выстрелов                                                                | н/д                                                                    | 20                 | н/д         | 32      | н/д                                                     | 24/32     | н/д       | 50           |
| Масса тела гранатомёта                                                          | 17,0                                                                   | н/д                | 18,0        | 29,0    | 18,0                                                    | н/д       | 35,3      | 24,5         |
| Общая масса                                                                     | 31,0                                                                   | 32                 | 41,0        | 46,5    | 33,1                                                    | 34,0      | 65,9      | н/д          |
| Длина ствола, мм                                                                | 400                                                                    | 400                | 330         | 577     | 335                                                     | 415       | 412       | 454          |
| Длина гранатомёта, мм                                                           | 960                                                                    | н/д                | 940         | 1175    | 861                                                     | 960       | 1094      | 975          |
| Скорострельность, выстрелов/мин                                                 | 400                                                                    | 400                | 225—300     | 340     | 280—320                                                 | 215       | 350       | 250—350      |
| Начальная скорость гранаты, м/с                                                 | 240                                                                    | 240                | н/д         | 245     | 240                                                     | 242       | 240       | н/д          |
| Прицел                                                                          | механический (база), оптический или оптико-электронный (дополнительно) | ПАГ-17             | AN/PWG-1    | н/д     | оптический или электронный (баллистический вычислитель) | н/д       | н/д       | н/д          |
| Максимальная дальность стрельбы, м                                              | 2200                                                                   | 2500               | 2200        | 2200    | 2200                                                    | 2200      | 2200      | н/д          |

Сноски
1. ↑  Масса со станком и прицелом без патронной коробки (ленты)
2. ↑  Прицельный комплекс AN/PWG-1 включает в себя дневной телевизионный канал с 3х увеличением и выводом изображения на встроенный дисплей, лазерный дальномер и баллистический вычислитель. Прицел также имеет интерфейс для подключения к нему ночного прицела, работающего в ИК-диапазоне, с выводом изображения ночного канала на дисплей.